# Mollisia undulatodepressula
Mollisia undulatodepressula är en svampart som först beskrevs av Feltgen, och fick sitt nu gällande namn av Le Gal & F. Mangenot 1960. Mollisia undulatodepressula ingår i släktet Mollisia och familjen Dermateaceae.   Inga underarter finns listade i Catalogue of Life.